# 紐約州第十六國會選區
紐約州第十六國會選區（英語：New York's 16th congressional district）是美国纽约州的一個聯邦眾議員選區，始於1803年。自2013年起選區範圍包括布朗克斯北部及西徹斯特郡南部，2018年人口估計為732,981人。
本選區長期壓倒性支持民主黨，自2021年起本區眾議員為民主黨的賈馬爾·鮑曼。